# Hans Aumeier
Hans Aumeier (20. srpna 1906 Amberg – 28. ledna 1948 Krakov) byl nacistický válečný zločinec, zástupce velitele v koncentračních táborech Flossenbürg a Auschwitz - Birkenau, velitel táborů Vaivara a Grini, člen NSDAP a SS.

## Biografie
Narodil se v Ambergu nedaleko Norimberka. Vyučil se soustružníkem. V srpnu 1929 vstoupil do SS (členské číslo 2700) a v prosinci téhož roku se stal také členem NSDAP (číslo 164755).
Nejprve pracoval jako řadový pracovník ve štábu Reichsrführera SS v Mnichově a od roku 1934 byl přidělen do služby v koncentračním táboře Dachau. V dubnu 1936 byl přeložen do KL Esterwegen a v prosinci téhož roku do KL Lichtenburg. Dne 1. srpna 1938 byl jmenován zástupcem velitele tábora (Schutzhaftlagerführer) koncentračního tábora Flossenbürg. Od 1. února 1942 byl převelen na stejnou funkci do KL Auschwitz - Birkenau. Kvůli zneužívání svého postavení byl v září 1943 na návrh velitele tábora Rudolfa Hösse zbaven funkce. Poté byl jmenován velitelem estonského koncentračního tábora Vaivara. Po zrušení tohoto tábora působil až do konce války jako velitel tábora Grini nedaleko Osla v Norsku.
Po válce byl Aumeier souzen americkým vojenským tribunálem během procesu s velením tábora v Dachau, při němž byl odsouzen k trestu smrti. Přesto byl ještě vydán do Polska, aby se zodpovídal za své činy také v prvním osvětimském procesu. Zde byl rovněž odsouzen k trestu smrti. Rozsudek byl vykonán 28. ledna 1948 v krakovské věznici Montelupich.